# Suriyampalayam
Suriyampalayam es una ciudad y nagar Panchayat situada en el distrito de Erode en el estado de Tamil Nadu (India). Su población es de 28585 habitantes (2011). Se encuentra a 37 km de Erode y a 67 km de Coimbatore.

## Demografía
Según el censo de 2011 la población de Suriyampalayam era de 28585 habitantes, de los cuales 14305 eran hombres y 14280 eran mujeres. Suriyampalayam tiene una tasa media de alfabetización del 76,73%, inferior a la media estatal del 80,09%: la alfabetización masculina es del 84,44%, y la alfabetización femenina del 69,12%.